# Карен Армстронг
Карен Армстронґ (англ. Karen Armstrong; нар. 14 листопада 1944 року, Вустершир, Англія) — британська релігієзнавиця, філософ і публіцистка, яка отримала широке визнання в області порівняльного релігієзнавства.
У минулому послушниця католицького монастиря, Армстронг відмовилась від постригу і згодом стала адептом менш консервативної течії християнського містицизму. Ще за часів свого чернецтва закінчила Коледж Святої Анни Оксфордського університету за спеціальністю «англійська мова». Розчарувавшись у чернецтві, залишила послух у 1969 році. 
Здобула всесвітню популярність після публікації книги «Історія Бога» в 1993 році. У ній Армстронг наголошувала на виявленні таких спільних рис авраамічних релігій як важливість співчуття до ближнього і загального золотого правила моралі.
У 2008 році на конференції TED отримала премію в розмірі $100,000, також скориставшись можливістю оголосити про створення «Хартії співчуття», яка була в наступному році представлена всьому світу.

## Біографія
У 1962—1969 роках була членом міжнародної католицької чернечої організації «Суспільство святого немовляти Ісуса».
Карен Армстронг після того, як залишила чернецтво, отримала ступінь доктора філософії за дисертацію, присвячену творчості Альфреда Теннісона.

## Визнання
- У 1999 році отримала нагороду від Мусульманської суспільно-політичної ради (MPAC) за роботу в галузі медіа[5][6][7].
- У 2006 році стала почесним доктором наук в Астонському університеті[8].
- У травні 2008 року стала лауреатом премії Чотирьох свобод, заснованої Інститутом Рузвельта в номінації «Свобода віросповідання»[9].
- У 2008 році також отримала премію конференції TED[10].
- У 2009 році стала лауреатом премії імені доктора Леопольда Лукаса в Тюбінгенському університеті.
- У 2011 році була удостоєна премії за внесок у міжнародне знання, заснованої Nationalencyklopedin[11].
- 30 листопада 2011 року стала почесним доктором Doctor of Letters Сент-Ендрюського університету[12].
- 3 червня 2014 року стала почесним доктором богослов'я Університету Макгілла[13].
- У 2017 році стала лауреатом премії принцеси Астурійської[14].

### Журнальні статті
- «Women, Tourism, Politics» (1977)
- «The Holiness of Jerusalem: Asset or Burden?» (1998)
- «Ambiguity and Remembrance: Individual and Collective Memory in Finland» (2000)

### Книги
- Through the Narrow Gate (1982)
- The First Christian: Saint Paul's Impact on Christianity (1983)
- Beginning the World (1983)
- Tongues of Fire: An Anthology of Religious and Poetic Experience (1985)
- The Gospel According to Woman: Christianity's Creation of the Sex War in the West (1986)
- Holy War: The Crusades and their Impact on Today's World (1988)
- Muhammad: A Biography of the Prophet (1991) (переклад — Мухаммад: Історія пророка)
- The English Mystics of the Fourteenth Century (1991)
- The End of Silence: Women and the Priesthood (1993)
- A History of God (1993) переведена на більш ніж 30 мов (переклад — {{{Заголовок}}}. — М. : Альпина нон-фикшн, 2015. — ISBN 978-5-91671-413-5. {{{Заголовок}}}. — М. : Альпина нон-фикшн, 2015. — ISBN 978-5-91671-413-5.)
- Jerusalem: One City, Three Faiths (1996) (переклад — Єрусалим: Один місто, три релігії (2012) Альпіна нон-фікшн ISBN 978-5-91671-157-8)
- In the Beginning: A New Interpretation of Genesis (1996)
- Islam: A Short History (2000) (переклад — Іслам. Коротка історія від початку до наших днів (2011) Ексмо)
- The Battle for God (переклад — Битва за Бога: Історія фундаменталізму (2013) Альпіна нон-фікшн ISBN 978-5-91671-148-6)
- Buddha (2001) (переклад — Будда (2008) ISBN 978-5-91671-009-0
- Faith After 11 September (2002)
- The Spiral Staircase (2004)
- A Short History of Myth (2005) (переклад — Коротка історія міфу (2005) Відкритий світ ISBN 5-9743-0009-2)
- Muhammad: A Prophet For Our Time (2006)
- The Great Transformation: The Beginning of Our Religious Traditions (2006) ISBN 978-0-375-41317-9
- The Bible: A Biography (2007) (переклад — Біблія: Біографія книги (2008) «АСТ» ISBN 978-5-17-049441-5)
- The Case for God (2009) ISBN 978-0-307-26918-8
- Twelve Steps to a Compassionate Life (2010) ISBN 978-0-307-59559-1
- A Letter to Pakistan (2011) Oxford University Press ISBN 978-0-19-906330-7
- Fields of Blood: Religion and the History of Violence (2014 року) Bodley Head ISBN 9781847921864 (переклад — Поля крові: Релігія і історія насильства (2016) Альпіна нон-фікшн ISBN 978-5-91671-488-3)

### Російською мовою
- Карен Армстронг. Святий Павло. Апостол, якого ми любимо ненавидіти = St. Paul: The Apostle We Love to Hate (Icons). — М. : Альпина Нон-фикшн, 2016. — 250 p. — 2000 прим. — ISBN 978-5-91671-601-6.
- Карен Армстронг. Історія Бога: 4000 років пошуків в іудаїзмі, християнстві й ісламі = Karen Armstrong: «A history of God». — М. : Альпина Нон-фикшн, 2016. — 500 p. — 2000 прим. — ISBN 978-5-91671-541-5.

### Аудіо та відео
- Karen Armstrong [Архівовано 12 березня 2016 у Wayback Machine.] at TED
  - My wish: The Charter for Compassion [Архівовано 13 березня 2016 у Wayback Machine.] (TED2008)
  - Let's revive the Golden Rule [Архівовано 4 березня 2016 у Wayback Machine.] (TEDGlobal 2009)
- Audio: Karen Armstrong in conversation on the BBC World Service discussion programme [Архівовано 7 січня 2016 у Wayback Machine.] The Forum, BBC World Service
- Appearances [Архівовано 12 березня 2016 у Wayback Machine.] on C-SPAN
  - Booknotes interview with Armstrong on Islam: A Short History, 22 September 2000.